# Платформа General Motors H (FWD)
H-body — автомобильная платформа корпорации General Motors для переднеприводных полноразмерных автомобилей.

## 1986—1999 Buick LeSabre
Buick LeSabre на платформе H был представлен в 1986 году. В 1987 году на той же платформе начали выпускаться Oldsmobile Delta 88 и Pontiac Bonneville. С 1992 по 1999 год на платформе H-body начало выпускаться десятое поколение Buick LeSabre.

## 1986—1999 Oldsmobile 88
Oldsmobile Delta 88 на платформе H был представлен в 1986 году. Колёсная база составляла всего 2814 мм. В 1987 году четырёхугольные фары с герметичным светом были заменены композитными. В 1992 году автомобиль прошёл фейслифтинг.

## 1987—1999 Pontiac Bonneville
Pontiac Bonneville начал базироваться на платформе H в 1987 году. В том же году Bonneville был включён в список 10 лучших автомобилей по версии журнала Car and Driver.
Девятое поколение Pontiac Bonneville было представлено 8 февраля 1991 года на Чикагском автосалоне. Производство началось в июле 1991 года.

## Применения
| Годы производства | Модель             |
| ----------------- | ------------------ |
| 1986—1999         | Buick LeSabre      |
| 1986—1999         | Oldsmobile 88/LSS  |
| 1987—1999         | Pontiac Bonneville |